# Shūkan Morning
Shūkan Morning (japanska: 週刊モーニング, Shūkan Mōningu, 'Veckans Morning') är en japansk veckoutgiven serietidning utgiven av Kōdansha. Den grundades 1982 under titeln Comic Morning och är även känd under kortnamnet Morning.

## Innehåll och historik
Tidningen är en av förlaget Kōdanshas huvudtidningar, med veckoutgivning och inriktad på den stora seinen-marknaden. Bland serieskapare som arbetar för tidningen finns Makoto Kobayashi (What's Michael?), Makoto Isshiki (Piano no mori), Go Nagai (Devilman Lady), Masashi Tanaka (Gon), Kenji Tsuruta (Spirit of Wonder), Makoto Yukimura (Planetes) och Moyoco Anno.
2006 skedde en avknoppning då Gekkan Morning Two lanserades. Den gavs inledningsvis ut varannan vecka men är numera månatlig.